# Durdent
Die Durdent ist ein Küstenfluss in Frankreich, der im Département Seine-Maritime in der Region Normandie verläuft. Sie entspringt im Gemeindegebiet von Héricourt-en-Caux, entwässert generell in nordwestlicher Richtung durch die Naturlandschaft Pays de Caux und mündet nach rund 25 Kilometern an der Gemeindegrenze von Veulettes-sur-Mer und Paluel in den Ärmelkanal.
Vor einiger Zeit trieb der Fluss noch viele Wassermühlen an. Am Durdent leben zahlreiche Fledermäuse, darunter auch viele seltene Arten. 

## Orte am Fluss
(Reihenfolge in Fließrichtung)
- Héricourt-en-Caux
- Oherville
- Le Hanouard
- Grainville-la-Teinturière
- Cany-Barville
- Vittefleur
- Paluel
- Veulettes-sur-Mer